# FIVB World Tour 2017/18 der Männer
Die FIVB World Tour 2017/18 der Männer bestand aus 41 Beachvolleyball-Turnieren. Diese waren in Kategorien eingeteilt, die durch Sterne bezeichnet wurden. Drei Major-Turniere gehörten in die Kategorie mit fünf Sternen, neun Turniere hatten vier Sterne, sechs drei Sterne, vier zwei Sterne und neunzehn Turniere waren mit einem Stern am geringsten bewertet. Hinzu kam das Saisonfinale.

## Turniere

### Übersicht
Die folgende Tabelle zeigt alle Turniere der FIVB World Tour 2017/18.
| Austragungsort   | Land                | Kategorie    | Datum                        |
| ---------------- | ------------------- | ------------ | ---------------------------- |
| Montpellier      | Frankreich          | 1 Stern      | 7. bis 9. September 2017     |
| Qinzhou          | Volksrepublik China | 3 Sterne     | 11. bis 15. Oktober 2017     |
| Aalsmeer         | Niederlande         | 1 Stern      | 25. bis 29. Oktober 2017     |
| Sydney           | Australien          | 2 Sterne     | 23. bis 26. November 2017    |
| Den Haag         | Niederlande         | 4 Sterne     | 3. bis 7. Januar 2018        |
| Shepparton       | Australien          | 1 Stern      | 1. bis 4. Februar 2018       |
| Kisch            | Iran                | 3 Sterne     | 20. bis 24. Februar 2018     |
| Fort Lauderdale  | Vereinigte Staaten  | 5 Sterne     | 27. Februar bis 4. März 2018 |
| Doha             | Katar               | 4 Sterne     | 6. bis 10. März 2018         |
| Maskat           | Oman                | 1 Stern      | 14. bis 17. März 2018        |
| Aalsmeer         | Niederlande         | 1 Stern      | 15. bis 18. März 2018        |
| Satun            | Thailand            | 1 Stern      | 8. bis 11. April 2018        |
| Xiamen           | Volksrepublik China | 4 Sterne     | 18. bis 22. April 2018       |
| Langkawi         | Malaysia            | 1 Stern      | 26. bis 29. April 2018       |
| Huntington Beach | Vereinigte Staaten  | 4 Sterne     | 2. bis 6. Mai 2018           |
| Mersin           | Türkei              | 3 Sterne     | 2. bis 6. Mai 2018           |
| Manila           | Philippinen         | 1 Stern      | 3. bis 6. Mai 2018           |
| Luzern           | Schweiz             | 3 Sterne     | 9. bis 13. Mai 2018          |
| Bangkok          | Thailand            | 1 Stern      | 10. bis 13. Mai 2018         |
| Itapema          | Brasilien           | 4 Sterne     | 16. bis 20. Mai 2018         |
| Aydın            | Türkei              | 1 Stern      | 17. bis 20. Mai 2018         |
| Miguel Pereira   | Brasilien           | 1 Stern      | 24. bis 27. Mai 2018         |
| Jinjiang         | Volksrepublik China | 2 Sterne     | 31. Mai bis 3. Juni 2018     |
| Alanya           | Türkei              | 1 Stern      | 31. Mai bis 3. Juni 2018     |
| Baden            | Österreich          | 1 Stern      | 14. bis 17. Juni 2018        |
| Manavgat         | Türkei              | 1 Stern      | 20 bis 23. Juni 2018         |
| Ostrava          | Tschechien          | 4 Sterne     | 20. bis 24. Juni 2018        |
| Singapur         | Singapur            | 2 Sterne     | 21. bis 24. Juni 2018        |
| Warschau         | Polen               | 4 Sterne     | 27. Juni bis 1. Juli 2018    |
| Espinho          | Portugal            | 4 Sterne     | 5. bis 8. Juli 2018          |
| Poreč            | Kroatien            | 1 Stern      | 5. bis 7. Juli 2018          |
| Anapa            | Russland            | 1 Stern      | 5. bis 8. Juli 2018          |
| Gstaad           | Schweiz             | 5 Sterne     | 10. bis 15. Juli 2018        |
| Haiyang          | Volksrepublik China | 3 Sterne     | 18. bis 22. Juli 2018        |
| Tokio            | Japan               | 3 Sterne     | 25. bis 29. Juli 2018        |
| Agadir           | Marokko             | 2 Sterne     | 26. bis 29. Juli 2018        |
| Samsun           | Türkei              | 1 Stern      | 26. bis 29. Juli 2018        |
| Wien             | Österreich          | 5 Sterne     | 31. Juli bis 5. August 2018  |
| Ljubljana        | Slowenien           | 1 Stern      | 3. bis 5. August 2018        |
| Moskau           | Russland            | 4 Sterne     | 8. bis 12. August 2018       |
| Vaduz            | Liechtenstein       | 1 Stern      | 8. bis 12. August 2018       |
| Hamburg          | Deutschland         | Saisonfinale | 15. bis 18. August 2018      |

### Montpellier
1 Stern, 7. bis 9. September 2017
| Platz | Team                               |
| ----- | ---------------------------------- |
| 1     | Jan Pokeršnik / Nejc Zemljak       |
| 2     | Ondřej Perušič / David Schweiner   |
| 3     | Youssef Krou / Quincy Ayé          |
| 4     | Đorđe Klašnić / Lazar Kolarić      |
| 5     | Daniel Müllner / Florian Schnetzer |
| 5     | Svein Solhaug / Mathias Berntsen   |
| 5     | Anders Mol / Christian Sørum       |
| 5     | Maxim Chudjakow / Ruslan Bykanow   |

### Qinzhou
3 Sterne, 11. bis 15. Oktober 2017
| Platz | Team                              |
| ----- | --------------------------------- |
| 1     | Maxim Siwolap / Igor Welitschko   |
| 2     | Juan Virgen / Lombardo Ontiveros  |
| 3     | Nivaldo Díaz / Sergio González    |
| 4     | Dries Koekelkoren / Tom van Walle |
| 5     | Youssef Krou / Quincy Ayé         |
| 5     | Lorenz Schümann / Nils Ehlers     |
| 5     | Dirk Boehlé / Steven van de Velde |
| 5     | Júlio Nascimento / Ahmed Tijan    |

### Aalsmeer
1 Stern, 25. bis 29. Oktober 2017
| Platz | Team                                 |
| ----- | ------------------------------------ |
| 1     | Marco Caminati / Enrico Rossi        |
| 2     | Billy Kolinske / Miles Evans         |
| 3     | Murat Giginoğlu / Hasan Mermer       |
| 4     | Serhij Popow / Oleksij Denin         |
| 5     | Maxime Thiercy / Arnaud Gauthier-Rat |
| 5     | Dirk Boehlé / Steven van de Velde    |
| 5     | Jannes van der Ham / Sven Vismans    |
| 5     | Ruben Penninga / Tom van Steenis     |

### Sydney
2 Sterne, 23. bis 26. November 2017
| Platz | Team                                   |
| ----- | -------------------------------------- |
| 1     | Ben Saxton / Grant O’Gorman            |
| 2     | Youssef Krou / Quincy Ayé              |
| 3     | Billy Kolinske / Miles Evans           |
| 4     | Christopher McHugh / Damien Schumann   |
| 5     | Paul Burnett / Joshua Court            |
| 5     | Cole Durant / Zachery Schubert         |
| 5     | Maxime Thiercy / Arnaud Gauthier-Rat   |
| 5     | Rihards Finsters / Aleksandrs Solovejs |

### Den Haag
4 Sterne, 3. bis 7. Januar 2018
| Platz | Team                                  |
| ----- | ------------------------------------- |
| 1     | Mārtiņš Pļaviņš / Edgars Točs         |
| 2     | Bartosz Łosiak / Piotr Kantor         |
| 3     | Alexander Brouwer / Robert Meeuwsen   |
| 4     | Jasper Bouter / Christiaan Varenhorst |
| 5     | Ben Saxton / Grant O’Gorman           |
| 5     | Marco Caminati / Alex Ranghieri       |
| 5     | Anders Mol / Christian Sørum          |
| 5     | Mariusz Prudel / Jakub Szałankiewicz  |

### Shepparton
1 Stern, 1. bis 4. Februar 2018
| Platz | Team                                  |
| ----- | ------------------------------------- |
| 1     | Chase Frishman / Avery Drost          |
| 2     | Christopher McHugh / Damien Schumann  |
| 3     | Cole Durant / Zachery Schubert        |
| 4     | Armin Dollinger / Simon Kulzer        |
| 5     | Fiodar Kazhamiaka / Sergiy Grabovskyy |
| 5     | Martin Appelgren / Simon Boman        |
| 5     | Surin Jongklang / Adisorn Khaolumtarn |
| 5     | Adam Roberts / Eric Zaun              |

### Kisch
3 Sterne, 20. bis 24. Februar 2018
| Platz | Team                                 |
| ----- | ------------------------------------ |
| 1     | Mariusz Prudel / Jakub Szałankiewicz |
| 2     | Mārtiņš Pļaviņš / Edgars Točs        |
| 3     | Alexander Walkenhorst / Sven Winter  |
| 4     | Julian Hörl / Tobias Winter          |
| 5     | Christoph Dressler / Robin Seidl     |
| 5     | Martin Ermacora / Moritz Pristauz    |
| 5     | Marco Caminati / Alex Ranghieri      |
| 5     | Arnas Rumsevicius / Lukas Kazdailis  |

### Fort Lauderdale
Major 5 Sterne, 27. Februar bis 4. März 2018
| Platz | Team                                 |
| ----- | ------------------------------------ |
| 1     | Phil Dalhausser / Nicholas Lucena    |
| 2     | Paolo Nicolai / Daniele Lupo         |
| 3     | Jānis Šmēdiņš / Aleksandrs Samoilovs |
| 4     | Pedro Solberg / George Wanderley     |
| 5     | Pablo Herrera / Adrián Gavira        |
| 5     | Alexander Brouwer / Robert Meeuwsen  |
| 5     | Bartosz Łosiak / Piotr Kantor        |
| 5     | John Hyden / Theodore Brunner        |

| Platz | Team                               |
| ----- | ---------------------------------- |
| 9     | Alison Cerutti / Bruno Schmidt     |
| 9     | Guto Carvalhaes / Vitor Felipe     |
| 9     | Sam Pedlow / Sam Schachter         |
| 9     | Marco Caminati / Alex Ranghieri    |
| 9     | Mārtiņš Pļaviņš / Edgars Točs      |
| 9     | Grzegorz Fijałek / Michał Bryl     |
| 9     | Oleg Stojanowski / Igor Welitschko |
| 9     | Taylor Crabb / Jacob Gibb          |

### Doha
4 Sterne, 6. bis 10. März 2018
| Platz | Team                                 |
| ----- | ------------------------------------ |
| 1     | Alexander Brouwer / Robert Meeuwsen  |
| 2     | Oleg Stojanowski / Igor Welitschko   |
| 3     | Cherif Younousse / Ahmed Tijan       |
| 4     | Phil Dalhausser / Nicholas Lucena    |
| 5     | Álvaro Filho / Saymon Barbosa        |
| 5     | Jānis Šmēdiņš / Aleksandrs Samoilovs |
| 5     | Grzegorz Fijałek / Michał Bryl       |
| 5     | Bartosz Łosiak / Piotr Kantor        |

### Maskat
1 Stern, 14. bis 17. März 2018
| Platz | Team                                     |
| ----- | ---------------------------------------- |
| 1     | Philipp Bergmann / Yannick Harms         |
| 2     | Rahman Raoufi / Bahman Salemi            |
| 3     | Tiziano Andreatta / Andrea Abbiati       |
| 4     | Al-Jalbubi Nouh / Alhashmi Mazin         |
| 5     | Mads Rosager / Martin Hansen             |
| 5     | Abbas Pourasgari / Arash Vakili          |
| 5     | Aghamohammad Salagh / Abolhamed Mirzaali |
| 5     | Gabriel Kissling / Michiel Zandbergen    |

### Aalsmeer
1 Stern, 15. bis 18. März 2018
| Platz | Team                                       |
| ----- | ------------------------------------------ |
| 1     | Alexander Brouwer / Robert Meeuwsen        |
| 2     | Jasper Bouter / Christiaan Varenhorst      |
| 3     | Dirk Boehl / Steven van de Velde           |
| 4     | Ben O’Dea / Sam O’Dea                      |
| 5     | Kristoffer Abell / Daniel Thomsen          |
| 5     | Olivier Barthélémy / Romain Di Giantommaso |
| 5     | Candra Rachmawan / Mohammad Ashfiya        |
| 5     | Danangsyah Pribadi / Koko Darkuncoro       |

### Satun
1 Stern, 8. bis 11. April 2018
| Platz | Team                                  |
| ----- | ------------------------------------- |
| 1     | Nuttanon Inkiew / Sedtawat Padsawud   |
| 2     | Candra Rachmawan / Mohammad Ashfiya   |
| 3     | Rahman Raoufi / Abolhamed Mirzaali    |
| 4     | Tim Dickson / Zachery Schubert        |
| 5     | Peter Eglseer / Alexander Huber       |
| 5     | Arash Vakili / Bahman Salemi          |
| 5     | Yuya Ageba / Katsuhiro Shiratori      |
| 5     | Surin Jongklang / Adisorn Khaolumtarn |

### Xiamen
4 Sterne, 18. bis 22. April 2018
| Platz | Team                                      |
| ----- | ----------------------------------------- |
| 1     | Oleg Stojanowski / Igor Welitschko        |
| 2     | Nikita Ljamin / Wjatscheslaw Krassilnikow |
| 3     | Alison Cerutti / Bruno Schmidt            |
| 4     | Bartosz Łosiak / Piotr Kantor             |
| 5     | Clemens Doppler / Alexander Horst         |
| 5     | Ondřej Perušič / David Schweiner          |
| 5     | Anders Mol / Christian Sørum              |
| 5     | Grzegorz Fijałek / Michał Bryl            |

### Langkawi
1 Stern, 26. bis 29. April 2018
| Platz | Team                                    |
| ----- | --------------------------------------- |
| 1     | Simon Frühbauer / Jörg Wutzl            |
| 2     | Pëtr Bahnar / Taras Myskiw              |
| 3     | Nuttanon Inkiew / Sedtawat Padsawud     |
| 4     | Paul Becker / Eric Stadie               |
| 5     | Cameron Wheelan / Felipe Humana-Paredes |
| 5     | Max-Jonas Karpa / Milan Sievers         |
| 5     | Candra Rachmawan / Mohammad Ashfiya     |
| 5     | Gilang Ramadhan / Danangsyah Pribadi    |

### Huntington Beach
4 Sterne, 1. bis 6. Mai 2018
| Platz | Team                                 |
| ----- | ------------------------------------ |
| 1     | Alexander Brouwer / Robert Meeuwsen  |
| 2     | Evandro Gonçalves / André Loyola     |
| 3     | Pablo Herrera / Adrián Gavira        |
| 4     | Jānis Šmēdiņš / Aleksandrs Samoilovs |
| 5     | Guto Carvalhaes / Vitor Felipe       |
| 5     | John Hyden / Theodore Brunner        |
| 7     | Marco Caminati / Enrico Rossi        |
| 7     | Mārtiņš Pļaviņš / Edgars Točs        |

### Mersin
3 Sterne, 2. bis 6. Mai 2018
| Platz | Team                                       |
| ----- | ------------------------------------------ |
| 1     | Konstantin Semjonow / Ilja Leschukow       |
| 2     | Ondřej Perušič / David Schweiner           |
| 3     | Nivaldo Díaz / Sergio González             |
| 4     | Adrian Heidrich / Mirco Gerson             |
| 5     | Aliaksandr Dziadkou / Aliaksandr Kawalenka |
| 5     | Rihards Finsters / Aleksandrs Solovejs     |
| 5     | Mathias Berntsen / Hendrik Mol             |
| 5     | Stefan Basta / Lazar Kolarić               |

### Manila
1 Stern, 3. bis 6. Mai 2018
| Platz | Team                                  |
| ----- | ------------------------------------- |
| 1     | Max-Jonas Karpa / Milan Sievers       |
| 2     | Pëtr Bahnar / Taras Myskiw            |
| 3     | Gabriel Kissling / Michiel Zandbergen |
| 4     | Javier Huerta / Alejandro Huerta      |
| 5     | Tim Dickson / Marcus Ferguson         |
| 5     | Felix Friedl / Maximilian Trummer     |
| 5     | Daniel Müllner / Florian Schnetzer    |
| 5     | Quentin Métral / Simon Hagenbuch      |

### Luzern
3 Sterne, 8. bis 13. Mai 2018
| Platz | Team                                |
| ----- | ----------------------------------- |
| 1     | Trevor Crabb / John Mayer           |
| 2     | Stefan Basta / Lazar Kolarić        |
| 3     | Adrian Heidrich / Mirco Gerson      |
| 4     | Candra Rachmawan / Mohammad Ashfiya |
| 5     | Philipp Bergmann / Yannick Harms    |
| 5     | Marco Caminati / Enrico Rossi       |
| 5     | Dirk Boehlé / Steven van de Velde   |
| 5     | Casey Patterson / Stafford Slick    |

### Bangkok
1 Stern, 10. bis 13. Mai 2018
| Platz | Team                                |
| ----- | ----------------------------------- |
| 1     | Takumi Takahashi / Yusuke Ishijima  |
| 2     | Daniel Müllner / Florian Schnetzer  |
| 3     | Javier Huerta / Alejandro Huerta    |
| 4     | Aleksandr Kramarenko / Taras Myskiw |
| 5     | Tim Dickson / Marcus Ferguson       |
| 5     | Paul Becker / Eric Stadie           |
| 5     | Yuya Ageba / Katsuhiro Shiratori    |
| 5     | Nuttanon Inkiew / Sedtawat Padsawud |

### Itapema
4 Sterne, 16. bis 20. Mai 2018
| Platz | Team                                  |
| ----- | ------------------------------------- |
| 1     | Evandro Gonçalves / André Loyola      |
| 2     | Anders Mol / Christian Sørum          |
| 3     | Bartosz Łosiak / Piotr Kantor         |
| 4     | Guto Carvalhaes / Vitor Felipe        |
| 5     | Sam Pedlow / Sam Schachter            |
| 5     | Alexander Brouwer / Robert Meeuwsen   |
| 5     | Jasper Bouter / Christiaan Varenhorst |
| 5     | Nico Beeler / Marco Krattiger         |

### Aydın
1 Stern, 17. bis 20. Mai 2018
| Platz | Team                               |
| ----- | ---------------------------------- |
| 1     | Stefan Basta / Lazar Kolarić       |
| 2     | Rahman Raoufi / Abolhamed Mirzaali |
| 3     | Maxim Chudjakow / Ruslan Bykanow   |
| 4     | Hasan Mermer / Safa Urlu           |
| 5     | Christian García / Raúl Mesa       |
| 5     | Arash Vakili / Bahman Salemi       |
| 5     | Martin Appelgren / Simon Boman     |
| 5     | Ali Cebeci / Yusuf Ozdemir         |

### Miguel Pereira
1 Stern, 24. bis 27. Mai 2018
| Platz | Team                                |
| ----- | ----------------------------------- |
| 1     | Vinicius Rezende / Luciano Ferreira |
| 2     | Rodrigo Bernat / Harley Marques     |
| 3     | Ramon Gomes / Álvaro Andrade        |
| 4     | Felipe Numasawa / Vinícius Cardoso  |
| 5     | Simon Frühbauer / Jörg Wutzl        |
| 5     | Eduardo Davi / Jo Gomes             |
| 5     | Oscar Brandão / Léo Gomes           |
| 5     | Thiago Barbosa / Marcus Borlini     |

### Jinjiang
2 Sterne, 31. Mai bis 3. Juni 2018
| Platz | Team                                  |
| ----- | ------------------------------------- |
| 1     | Trevor Crabb / John Mayer             |
| 2     | Lorenz Schümann / Nils Ehlers         |
| 3     | Gao Peng / Li Yang                    |
| 4     | Max Betzien / Jonathan Erdmann        |
| 5     | Li Zhouxin / Zhou Chaowei             |
| 5     | Jan Dumek / Vaclav Bercik             |
| 5     | Gabriel Kissling / Michiel Zandbergen |
| 5     | Surin Jongklang / Adisorn Khaolumtarn |

### Alanya
1 Stern, 31. Mai bis 3. Juni 2018
| Platz | Team                                    |
| ----- | --------------------------------------- |
| 1     | Maxim Chudjakow / Ruslan Bykanow        |
| 2     | Murat Giginoğlu / Volkan Göğtepe        |
| 3     | Oleksij Denin / Denys Denysenko         |
| 4     | Florian Breer / Yves Haussener          |
| 5     | Thomas Kunert / Philipp Waller          |
| 5     | Mads Rosager / Martin Hansen            |
| 5     | Hasan Mermer / Safa Urlu                |
| 5     | Serhij Popow / Wladyslaw Jemeljantschyk |

### Baden
1 Stern, 13. bis 17. Juni 2018
| Platz | Team                              |
| ----- | --------------------------------- |
| 1     | Clemens Doppler / Alexander Horst |
| 2     | Julian Hörl / Tobias Winter       |
| 3     | Anders Mol / Bjarne Huus          |
| 4     | Martin Ermacora / Moritz Pristauz |
| 5     | Márcio Guadie / Arthur Mariano    |
| 5     | Gao Peng / Li Yang                |
| 5     | Andreas Takvam / Christian Sørum  |
| 5     | Hasan Mermer / Safa Urlu          |

### Manavgat
1 Stern, 20. bis 23. Juni 2018
| Platz | Team                              |
| ----- | --------------------------------- |
| 1     | Oscar Brandão / Luciano Ferreira  |
| 2     | Kristoffer Abell / Daniel Thomsen |
| 3     | Jannes van der Ham / Sven Vismans |
| 4     | Javier Huerta / Alejandro Huerta  |
| 5     | Gabriel Burlacu / Jake MacNeil    |
| 5     | Quentin Métral / Simon Hagenbuch  |
| 5     | Jakob Molin / Linus Tholse        |
| 5     | Ali Cebeci / Yusuf Ozdemir        |

### Ostrava
4 Sterne, 20. bis 24. Juni 2018
| Platz | Team                                 |
| ----- | ------------------------------------ |
| 1     | Pablo Herrera / Adrián Gavira        |
| 2     | Bartosz Łosiak / Piotr Kantor        |
| 3     | Konstantin Semjonow / Ilja Leschukow |
| 4     | Ondřej Perušič / David Schweiner     |
| 5     | Evandro Gonçalves / Vitor Felipe     |
| 5     | Julius Thole / Clemens Wickler       |
| 5     | Alexander Brouwer / Robert Meeuwsen  |
| 5     | Grzegorz Fijałek / Michał Bryl       |

### Singapur
2 Sterne, 21. bis 24. Juni 2018
| Platz | Team                                  |
| ----- | ------------------------------------- |
| 1     | Gao Peng / Li Yang                    |
| 2     | Kusti Nõlvak / Mart Tiisaar           |
| 3     | Candra Rachmawan / Mohammad Ashfiya   |
| 4     | Jan Pokeršnik / Nejc Zemljak          |
| 5     | Cole Durant / Damien Schumann         |
| 5     | Márcio Guadie / Arthur Mariano        |
| 5     | Martin Appelgren / Simon Boman        |
| 5     | Surin Jongklang / Adisorn Khaolumtarn |

### Warschau
4 Sterne, 26. Juni bis 1. Juli 2018
| Platz | Team                                 |
| ----- | ------------------------------------ |
| 1     | Bartosz Łosiak / Piotr Kantor        |
| 2     | Evandro Gonçalves / Vitor Felipe     |
| 3     | Jānis Šmēdiņš / Aleksandrs Samoilovs |
| 4     | Alexander Brouwer / Robert Meeuwsen  |
| 5     | Alison Cerutti / André Loyola        |
| 5     | Ben Saxton / Grant O’Gorman          |
| 5     | Ondřej Perušič / David Schweiner     |
| 5     | Pablo Herrera / Adrián Gavira        |

### Espinho
4 Sterne, 5. bis 8. Juli 2018
| Platz | Team                                 |
| ----- | ------------------------------------ |
| 1     | Jānis Šmēdiņš / Aleksandrs Samoilovs |
| 2     | Guto Carvalhaes / Ricardo Santos     |
| 3     | Julius Thole / Clemens Wickler       |
| 4     | Evandro Gonçalves / Vitor Felipe     |
| 5     | Ben Saxton / Grant O’Gorman          |
| 5     | Mārtiņš Pļaviņš / Edgars Točs        |
| 5     | Anders Mol / Christian Sørum         |
| 5     | Cherif Younousse / Ahmed Tijan       |

### Poreč
1 Stern, 5. bis 8. Juli 2018
| Platz | Team                                    |
| ----- | --------------------------------------- |
| 1     | Serhij Popow / Wladyslaw Jemeljantschyk |
| 2     | Simon Frühbauer / Jörg Wutzl            |
| 3     | Toms Šmēdiņš / Haralds Regža            |
| 4     | Mihails Samoilovs / Kristaps Šmits      |
| 5     | Simon Baldauf / Alexander Huber         |
| 5     | Felix Friedl / Maximilian Trummer       |
| 5     | Josip Pribanić / Filip Silić            |
| 5     | Martin Appelgren / Simon Boman          |

### Anapa
1 Stern, 5. bis 8. Juli 2018
| Platz | Team                                   |
| ----- | -------------------------------------- |
| 1     | Ha Likejiang / Wu Jiaxin               |
| 2     | Zhouxin Li / Chaowei Zhou              |
| 3     | Peng Gao / Yang Li                     |
| 4     | Iwan Golowin / Taras Myskiw            |
| 5     | Marcel Mysliveček / Martin Pihera      |
| 5     | Sergei Gorbenko / Alexander Likholetow |
| 5     | Maxim Chudjakow / Ruslan Bykanow       |
| 5     | Jakob Molin / Linus Tholse             |

### Gstaad
Major 5 Sterne, 9. bis 14. Juli 2018
| Platz | Team                                |
| ----- | ----------------------------------- |
| 1     | Anders Mol / Christian Sørum        |
| 2     | Pablo Herrera / Adrián Gavira       |
| 3     | Paolo Nicolai / Daniele Lupo        |
| 4     | Taylor Crabb / Jacob Gibb           |
| 5     | Dries Koekelkoren / Tom van Walle   |
| 5     | Mārtiņš Pļaviņš / Edgars Točs       |
| 5     | Alexander Brouwer / Robert Meeuwsen |
| 5     | Phil Dalhausser / Nicholas Lucena   |

| Platz | Team                                  |
| ----- | ------------------------------------- |
| 9     | Clemens Doppler / Alexander Horst     |
| 9     | Pedro Solberg / Bruno Schmidt         |
| 9     | Tiziano Andreatta / Andrea Abbiati    |
| 9     | Jānis Šmēdiņš / Aleksandrs Samoilovs  |
| 9     | Jasper Bouter / Christiaan Varenhorst |
| 9     | Grzegorz Fijałek / Michał Bryl        |
| 9     | Bartosz Łosiak / Piotr Kantor         |
| 9     | Adrian Heidrich / Mirco Gerson        |

### Haiyang
3 Sterne, 18. bis 22. Juli 2018
| Platz | Team                                     |
| ----- | ---------------------------------------- |
| 1     | Robin Seidl / Philipp Waller             |
| 2     | George Wanderley / Thiago Barbosa        |
| 3     | Ha Likejiang / Wu Jiaxin                 |
| 4     | Álvaro Filho / Luciano Ferreira          |
| 5     | Christopher McHugh / Zachery Schubert    |
| 5     | Christoph Dressler / Alexander Huber     |
| 5     | Romain Di Giantommaso / Jérémy Silvestre |
| 5     | Nuttanon Inkiew / Sedtawat Padsawud      |

### Tokio
3 Sterne, 25. bis 29. Juli 2018
| Platz | Team                             |
| ----- | -------------------------------- |
| 1     | Esteban Grimalt / Marco Grimalt  |
| 2     | Stefan Basta / Lazar Kolarić     |
| 3     | Casey Patterson / Stafford Slick |
| 4     | Philipp Bergmann / Yannick Harms |
| 5     | Robin Seidl / Philipp Waller     |
| 5     | Peng Gao / Yang Li               |
| 5     | Max Betzien / Jonathan Erdmann   |
| 5     | Cherif Younousse / Ahmed Tijan   |

### Agadir
2 Sterne, 26. bis 29. Juli 2018
| Platz | Team                                   |
| ----- | -------------------------------------- |
| 1     | Maxim Chudjakow / Ruslan Bykanow       |
| 2     | Christoph Dressler / Alexander Huber   |
| 3     | Nicolás Capogrosso / Julian Azaad      |
| 4     | Arnas Rumsevicius / Lukas Kazdailis    |
| 5     | Kristoffer Abell / Daniel Thomsen      |
| 5     | Toms Šmēdiņš / Haralds Regža           |
| 5     | Rihards Finsters / Aleksandrs Solovejs |
| 5     | Svein Solhaug / Lars Retterholt        |

### Samsun
1 Stern, 26. bis 29. Juli 2018
| Platz | Team                                |
| ----- | ----------------------------------- |
| 1     | Jindrich Weiss / Donovan Džavoronok |
| 2     | Marcel Mysliveček / Martin Pihera   |
| 3     | Stefan Boermans / Casper Haanappel  |
| 4     | Thomas Kunert / Peter Eglseer       |
| 5     | David Kufa / Jakub Gala             |
| 5     | Rahman Raoufi / Abolhamed Mirzaali  |
| 5     | Bahman Salemi / Arash Vakili        |
| 5     | Đorđe Klašnić / Marko Plavšić       |

### Wien
Major 5 Sterne, 31. Juli bis 5. August 2018
| Platz | Team                                |
| ----- | ----------------------------------- |
| 1     | Anders Mol / Christian Sørum        |
| 2     | Grzegorz Fijałek / Michał Bryl      |
| 3     | Cherif Younousse / Ahmed Tijan      |
| 4     | Alexander Brouwer / Robert Meeuwsen |
| 5     | Clemens Doppler / Alexander Horst   |
| 5     | Pedro Solberg / Bruno Schmidt       |
| 5     | Evandro Gonçalves / Vitor Felipe    |
| 5     | Taylor Crabb / Jacob Gibb           |

| Platz | Team                                      |
| ----- | ----------------------------------------- |
| 9     | Martin Ermacora / Moritz Pristauz         |
| 9     | Alison Cerutti / André Loyola             |
| 9     | Guto Carvalhaes / Ricardo Santos          |
| 9     | Mārtiņš Pļaviņš / Edgars Točs             |
| 9     | Jānis Šmēdiņš / Aleksandrs Samoilovs      |
| 9     | Nikita Ljamin / Wjatscheslaw Krassilnikow |
| 9     | Konstantin Semjonow / Ilja Leschukow      |
| 9     | Phil Dalhausser / Nicholas Lucena         |

### Ljubljana
1 Stern, 3. bis 5. August 2018
| Platz | Team                                    |
| ----- | --------------------------------------- |
| 1     | Waleryj Samodai / Taras Myskiw          |
| 2     | Jan Pokeršnik / Nejc Zemljak            |
| 3     | Florian Breer / Yves Haussener          |
| 4     | Tadej Boženk / Danijel Pokeršnik        |
| 5     | Thomas Kunert / Peter Eglseer           |
| 5     | Márcio Guadie / Arthur Mariano          |
| 5     | Oleksij Denin / Denys Denysenko         |
| 5     | Serhij Popow / Wladyslaw Jemeljantschyk |

### Moskau
4 Sterne, 8. bis 12. Juli 2018
| Platz | Team                                 |
| ----- | ------------------------------------ |
| 1     | Jānis Šmēdiņš / Aleksandrs Samoilovs |
| 2     | Alison Cerutti / André Loyola        |
| 3     | Oleg Stojanowski / Igor Welitschko   |
| 4     | Evandro Gonçalves / Vitor Felipe     |
| 5     | Pablo Herrera / Adrián Gavira        |
| 5     | Paolo Nicolai / Daniele Lupo         |
| 5     | Grzegorz Fijałek / Michał Bryl       |
| 5     | Cherif Younousse / Ahmed Tijan       |

### Vaduz
1 Stern, 9. bis 12. August 2018
| Platz | Team                                    |
| ----- | --------------------------------------- |
| 1     | Waleryj Samodai / Taras Myskiw          |
| 2     | Florian Breer / Yves Haussener          |
| 3     | Serhij Popow / Wladyslaw Jemeljantschyk |
| 4     | Mateusz Paszkowski / Mateusz Łysikowski |
| 5     | Márcio Guadie / Arthur Mariano          |
| 5     | Toms Šmēdiņš / Haralds Regža            |
| 5     | Quentin Métral / Simon Hagenbuch        |
| 5     | Oleksij Denin / Denys Denysenko         |

### Hamburg
Saisonfinale, 15. bis 18. August 2018
| Platz | Team                                 |
| ----- | ------------------------------------ |
| 1     | Anders Mol / Christian Sørum         |
| 2     | Grzegorz Fijałek / Michał Bryl       |
| 3     | Bartosz Łosiak / Piotr Kantor        |
| 4     | Julius Thole / Clemens Wickler       |
| 5     | Paolo Nicolai / Daniele Lupo         |
| 5     | Mārtiņš Pļaviņš / Edgars Točs        |
| 7     | Oleg Stojanowski / Igor Welitschko   |
| 7     | Alexander Brouwer / Robert Meeuwsen  |
| 9     | Jānis Šmēdiņš / Aleksandrs Samoilovs |
| 9     | Pablo Herrera / Adrián Gavira        |

## Auszeichnungen des Jahres 2018
| FIVB Tour Champion                                     | Anders Mol / Christian Sørum            |
| Herausragendster Spieler (Most Outstanding Player)     | Anders Mol                              |
| Bester Zuspieler (Best Setter)                         | Jānis Šmēdiņš                           |
| Bester Angreifer (Best Hitter)                         | Alexander Brouwer                       |
| Bester Aufschläger (Best Server)                       | Evandro Gonçalves Oliveira Júnior       |
| Bester Neuling (Best Rookie)                           | Igor Wladimirowitsch Welitschko         |
| Bester Blocker (Best Blocker)                          | Anders Mol                              |
| Bester offensiver Spieler (Best Offensive Player)      | Anders Mol                              |
| Bester defensiver Spieler (Best Defensive Player)      | Christian Sørum                         |
| Am meisten verbesserter Spieler (Most Improved Player) | Anders Mol                              |
| Inspirierendster Spieler (Most Inspirational Player)   | Ricardo Santos                          |
| Fairster Spieler (Sportsman)                           | Ricardo Santos und Aleksandrs Samoilovs |